# أبو القاسم بن عباد
ذو الوزارتين أبو القاسم محمد بن إسماعيل بن عبَّاد (المتوفي سنة 433 هـ/1042م) مؤسس سلالة بني عبَّاد في الأندلس، وأول حكامهم في إشبيلية،
ينحدر ابن عباد من قبيلة لخم، وقد برع أبوه أبو الوليد إسماعيل في علوم الفقه، فتولَّى قضاء إشبيلية، وهي المهنة التي ورثها ابنه أبو القاسم محمد، فتولَّى قضاء المدينة لفترةٍ من الزمن، وقد عرف بثرائه الكبير، فرُوي أنه امتلك ثلث أراضي إشبيلية.

## سيرته
في مطلع القرن الخامس الهجري، سادت الأندلس فتنة فتّت في عضُد الدولة الأموية في الأندلس وأدت إلى تفككها. في تلك الفترة، كان إشبيلية تحت سيطرة بنو حمود العلويون الذين نافسوا الأمويين على حكم الأندلس. وفي عام 414 هـ، ثار أهل قرطبة على الخليفة القاسم بن حمود، وأخرجوه منها. فرّ القاسم إلى إشبيلية وكان فيها ولداه محمد والحسن، إلا أن أهلها كانوا قد ضجوا من تنافس الحموديين والأمويين على حكم المدينة، فأغلقوا أبواب المدينة دون القاسم، وطردوا ولديه منها، وولَّوا على أنفسهم ثلاثةً من كبار قضاة إشبيلية، وهم أبو القاسم بن عباد ومحمد بن يريم الألهاني ومحمد بن الحسن الزبيدي. إلا إنَّ أبا القاسم استبدَّ مع الوقت بالحكم، فأزاح زميليه وأصبح الحاكم الوحيد لإشبيلية.
عمل أبو القاسم عقب ذلك على توسيع مملكته، فتحالف مع محمد بن عبد الله البرزالي حاكم قرمونة للاستيلاء على مدينة باجة وكانت تحت حكم المنصور بن الأفطس، فأسرع الأخير بإرسال ابنه محمد إلى باجة، فدخلها قبل وصول أبي القاسم، فضرب أبو القاسم حصار على المدينة حين بلغها، ونجح بعد معركةٍ شديدة بالاستيلاء عليها، مما ألهب العداوة بينه وبني الأفطس منذ تلك الحادثة. فبعد سنوات، أراد أبو القاسم الإغارة على مملكة ليون، وهو لا يملك حدوداً معها، فاتفق مع بني الأفطس أن يسمحوا لجيشه بالمرور عبر أراضيهم لكي يصل إلى ليون، ولما توغَّل في أرضهم ووصل وادياً قريباً من ليون كمن له جيش بني الأفطس وهاجمه، وتمكَّن بصعوبة شديدةٍ من الوصول إلى لشبونة والنجاة بنفسه.
في عام 427 هـ، انتزع يحيى المعتلي بالله صاحب مالقة قرمونة من صاحبها محمد بن عبد الله البرزالي، فاستغاث الأخير بحليفه ابن عباد، فبعث بجيش بقيادة ابنه إسماعيل لنصرته واسترداد قرمونة. وأثناء حصار قرمونة، دلّ بنو عمومة البرزالي ابن عباد على كون المعتلي بالله في حالة من السُكر، فانتهزها ابن عباد فرصة، وفاجأ المعتلي بالهجوم. وعندما سمع يحيى بأنباء الجيش وثب قائلاً: «وابيضاض بختي الليلة وابن عبَّادٍ زائري!»، ثم أمر بحشد جنده، فاجتمع له نحو 300 فارس. إلا إنَّه هزم في المعركة وقُتِل، فعاد محمد البرزالي إلى قرمونة واستعاد عرشه. وبعد ذلك، حاول أبو القاسم شنَّ الحرب على زهير الصقلبي صاحب ألمرية بدعوى عدم اعترافه بالخليفة الأموي هشام المؤيد بالله، الذي كان أبو القاسم قد أحضر شبيهًا له، وبايعه وبايعته الناس على أنه الخليفة السابق هشام المؤيد بالله، وجعل إقامته في إشبيلية ليتمكن من استخدامه كواجهة يحكم من خلفها. إلا إنَّ زهيرًا تحالف مع حبوس بن ماكسن صاحب غرناطة، واستطاعا هزيمة ابن عباد. وبعد فترة، عاد أبو القاسم وأرسل ابنه إسماعيل لمهاجمة قرمونة، فنجح بالاستيلاء على أشونة وإستجة، إلا إنَّ ملكها البرزالي استنجد بباديس بن حبوس وإدريس المتأيد بالله صاحبي غرناطة ومالقة، وعندما جاءا بجيشيهما التقيا مع جيش إشبيلية عند إستجة، فهُزِمَ واندحر، وعاد إسماعيل إلى والده أبي القاسم خاوي اليدين.
يعتبر أبو القاسم مؤسس سلالة بني عبَّاد الفعلي، وقد عُرِفَ بالحزم والقوة، وكانت إشبيلية قويَّة في عهده، وقد توفي في عام 433 هـ (1042م)، فورث ابنه المعتضد الحكم عنه.

## كتب
- علي، أدهم (2000). المعتمد بن عبَّاد. الإدارة العامة للثقافة، وزارة الثقافة والإرشاد القومي، القاهرة - مصر.
- ابن عذاري، أبو العباس أحمد بن محمد (1980). البيان المغرب في اختصار أخبار ملوك الأندلس والمغرب. دار الثقافة، بيروت.

| سبقه لا أحد | حاكم طائفة إشبيلية 414 - 433 هـ 1023 – 1042 | تبعه المعتضد بن عباد |